# Tonalito

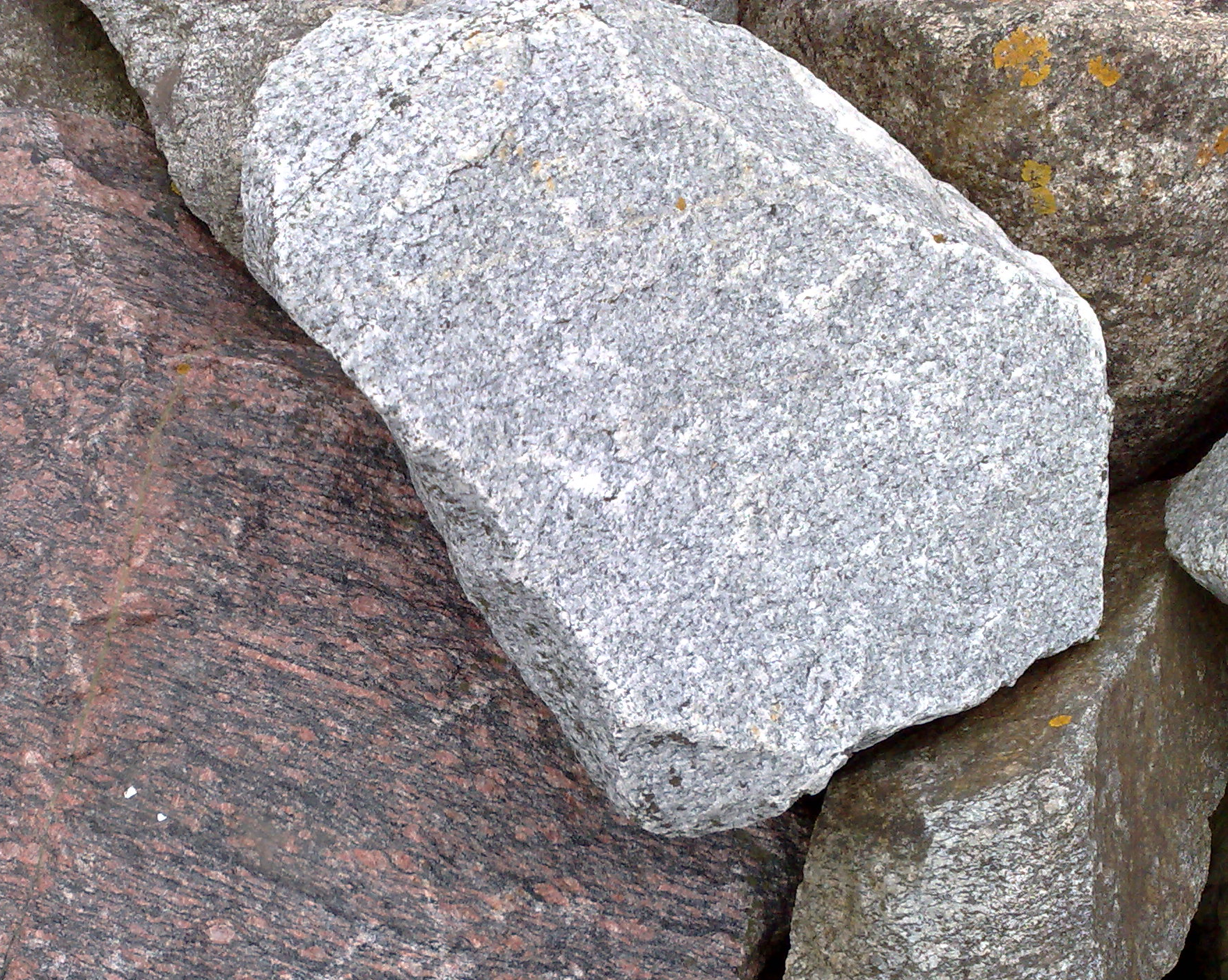
Tonalito

Tonalito é uma rocha ígnea plutónica, de textura fanerítica com a mesma composição do diorito mas com quantidades apreciáveis de quartzo (mais de 20% dos minerais félsicos presentes); as anfíbolas e as piroxenas são minerais acessórios comuns. O equivalente vulcânico aproximado é o dacito. Com o aumento do teor de feldspato alcalino dá lugar ao granodiorito.